# Konkret
Konkret is een Duits tijdschrift dat in 1957 is opgericht. Het blad verschijnt tegenwoordig maandelijks en heeft een uiterst linkse signatuur.
Het tijdschrift is een voortzetting van het blad Studentenkurier dat in 1955 door Klaus Rainer Röhl in Hamburg werd opgericht. Ook konkret richtte zich op de studenten. In het begin verscheen het blad maandelijks, maar met de opkomst van de studentenbeweging aan het eind van de jaren zestig verscheen het blad iedere veertien dagen. Vanaf 1972 tot het faillissement in november 1973 verscheen konkret wekelijks.
In het begin werd konkret door de DDR financieel ondersteund. De oprichter, Klaus Rainer Röhl, zijn vrouw en hoofdredacteur Ulrike Meinhof en andere redacteuren hadden regelmatig overleg in de DDR en met leden van de inmiddels in Duitsland verboden Kommunistische Partei Deutschlands (KPD). Met de groeiende populariteit van het tijdschrift zocht Röhl naar andere bronnen van financiering en nam ook meer afstand van de DDR-lijn. Een belangrijke bijdrage aan de populariteit van het blad was het inhaken door konkret op de seksuele revolutie, waarbij ook naaktfoto's geplaatst werden in het blad.
Bekende redacteuren uit deze tijd zijn Stefan Aust en vooral Ulrike Meinhof, die van 1960 tot 1964 hoofdredacteur was. In 1969 nam Meinhof publiekelijk afstand van het blad en gaf aan dat konkret zich ontwikkelde tot een instrument van de contrarevolutie. Het huis van konkret-uitgever Röhl in Hamburg werd op 7 mei 1969 door 60 actievoerders aangevallen.
In oktober 1974 maakte konkret een doorstart onder Hermann Gremliza, die eerder redacteur bij konkret en bij Der Spiegel was geweest. Ook anno 2013 geeft Gremliza het blad nog uit.